# Lewis Sayre
Lewis Albert Sayre (né le 29 février 1820 – mort le 21 septembre 1900) est un orthopédiste américain, pionnier dans le domaine. Il a développé des techniques de tractions et a contribué à enrayer l'épidémie de choléra à New York par ses améliorations des techniques sanitaires. Sayre est l'un des principaux fondateurs du Bellevue Hospital Medical College et de l'Association médicale américaine, dont il a été le vice-président en 1866 et le président en 1880.

## Biographie
Sayre naît à Bottle Hill (désormais Madison), dans le comté de Morris (New Jersey), dans une famille prospère. Son père meurt alors qu'il n'est âgé que de 10 ans. Lewis Sayre est élevé par son oncle, un banquier de Lexington (Kentucky). 
Il obtient un diplôme de l'université Transylvania de Lexington en 1839, puis étudie la médecine au College of Physicians and Surgeons (faisant désormais partie de l'université Columbia). Il obtient son diplôme en 1842-1843, puis est engagé comme chirurgien par le College of Physicians and Surgeons. 
En 1853, il est nommé chirurgien au Bellevue Hospital, puis au Charity Hospital de Blackwells Island en 1859. Il devient chirurgien consultant de cette dernière institution en 1873,,.
Sayre est principalement spécialisé dans les blessures et les défauts dans les os et les articulations. En 1861, il a été parmi les organisateurs du Bellevue Hospital Medical College et dans la même année, il est devenu professeur de chirurgie orthopédique, de fractures et de luxations de la nouvelle école de médecine de l'Hôpital. Il devient par la suite professeur de chirurgie clinique, continue à occuper ces deux chaires jusqu'en 1898, lorsque le collège est uni à l'Université de New York, et il a été professeur émérite de chirurgie orthopédique et de chirurgie clinique de la chirurgie dans cette nouvelle institution. Il a été parmi les fondateurs de la New York Academy of Medicine, l'American Medical Association, et le New York Pathological Pathological Society. Il a été élu vice-président de l'American Medical Association en 1866, et son président en 1880. Il a également aidé à établir son journal en 1882,.

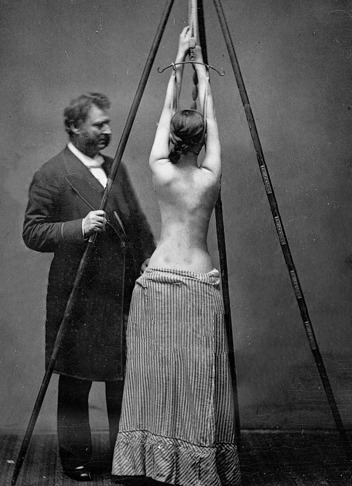
Sayre observe la variation de la courbure de la colonne vertébrale sur une patiente auto-suspendue avant d'être enveloppé dans un bandage de plâtre de Paris.

En parallèle, entre 1860 et 1866, Sayre a œuvré à titre d'officier de santé de la ville de New York, et à ce titre a gagné le respect de la communauté. En particulier, il a amélioré les conditions sanitaires de New York et sécurisé les vaccinations obligatoires. Il a également compris les mécanismes par lesquels le choléra a été introduit par les marins des navires entrants et a jugulé la progression de la maladie dans la ville par la mise en œuvre d'une quarantaine,. Ses méthodes n'ont pas été universellement reconnues, et pendant longtemps New York a été le seul port à faire appliquer les règlements de quarantaine.
En 1854, Sayre effectué sa première opération pour le traitement de l'ankylose de la hanche, qui consistait à la suppression d'une partie du fémur (à la tête) pour faciliter les mouvements de l'articulation endommagée. C'était la première opération du genre couronnée de succès aux États-Unis. En 1871, il fait une tournée en Europe, et, sur invitation, présente des démonstrations de sa méthode devant de nombreuses sociétés médicales. Cinq ans plus tard, il a été délégué à l'International Medical Congress à Philadelphie, et effectué devant cette assemblée le corps d'une opération d'un défaut de la hanche. Joseph Lister, le fondateur de la chirurgie antiseptique, a commenté « je pense que cette démonstration serait à elle seulle une récompense suffisante pour mon voyage à travers l'Atlantique. ». L'année suivante, en 1877, Sayre fut envoyé par l'American Medical Association à la réunion de la British Medical Association à Manchester, où il a fait une démonstration de son nouveau traitement des maladies et des déformations de la colonne vertébrale par suspension et l'application de bandages de plâtre de Paris. Ces démonstrations ont été ensuite été reproduites, à la demande, dans les principaux hôpitaux de toute l'Angleterre.
Le Dr. Sayre a été un écrivain prolifique, principalement sur des sujets liés à la chirurgie. Il a inventé de nombreux instruments de chirurgie et pour la correction des déformations. Sayre a été consultant chirurgien du St. Elizabeth's Hospital, le Dispensaire du Nord-Ouest et de la Maison pour les Incurables, à New York. Il était membre d'honneur de plusieurs associations Américaines et Européennes. En reconnaissance pour son travail, le Roi de Suède a fait de lui un Chevalier de l'Ordre de Vasa en 1872.

## Critiques

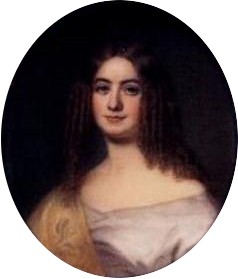
Eliza Ann Hall vers 1840-1845

Bien que généralement bien accueillies, les méthodes introduites par Sayre ont également été critiquées par ses collègues. L'opération de l'articulation de la hanche introduite par Sayre s'est avérée être techniquement difficile. Dans les premières décennies après son lancement, environ la moitié des patients sont morts après l'opération, et seule une partie de ceux qui se sont rétablis ont retrouvé de la souplesse. Par conséquent, elle a été souvent évitée, à la faveur d'un traitement non chirurgical. Certains médecins (par exemple, Newton Melman Shaffer) ont critiqué l'utilisation de plâtre de Paris préconisée par Sayre, et la trouvaient inappropriée pour le traitement du mal de Pott.

## Famille
En 1849, Sayre épousa Eliza Ann Hall (19 janvier 1822 – 7 janvier 1894), peintre issue d'une famille d'artistes. Ils eurent trois fils et une fille. Les trois fils sont devenus médecins, et ont travaillé avec leur père, mais deux d'entre eux sont morts trentenaires : Charles Henry Hall Sayre (1850-1880), après une chute, et Lewis Salle de Sayre (1851-1890), d'une maladie cardiaque,. Reginald Hall Sayre (15 octobre 1859 – 29 mai 1929) est devenu un éminent chirurgien orthopédiste et un sportif olympique de tir sportif.